# 의미 분석
의미 분석(Semantic analysis)이란 자연 언어 이해 기법의 하나로, 문장의 의미에 근거해서 그 문장을 해석하는 방법이다. 여러 의미 분석 방법과 다양한 유형의 문법을 이용하는데, 이들은 문장이 어떻게 구성되었는지를 나타내 주는 규칙들로 구성된 일종의 형식 시스템이다.

## 같이 보기
- 낱말 분석
- 담론분석
- 번역